# 山本和生
山本 和生（やまもと かずお、1946年9月30日 - ）は、福岡県出身の元プロ野球選手（内野手）。1973年から1975年までの登録名は山本 和雄。

## 来歴・人物
九州工業高校では1963年秋季九州大会に進むが、1回戦で日南高に敗退。翌1964年春季九州大会でも1回戦で海星高に完封負け。甲子園には出場できなかったが、強打の内野手として知られる。高校の一期上に佐藤玖光がいた。
卒業後は熊谷組に入社、四番打者として起用される。都市対抗野球大会に5回出場。1968年の都市対抗では一塁手として準々決勝に進むが、この大会に優勝した富士製鐵広畑の神部年男に抑えられ1-2で惜敗。1971年の都市対抗では二塁手として準々決勝に進むが、電電近畿に再試合の末に敗退。
1972年ドラフト会議で読売ジャイアンツから3位指名を受け入団。主に控え三塁手、遊撃手として起用され、守備には定評があった。1975年に8試合、1976年には5試合に先発出場を果たす。1976年は打率.313を記録。同年はリーグ優勝決定時のウイニングボールを捕球しており、阪急ブレーブスとの日本シリーズでは4試合に出場。第3戦に七番打者、遊撃手として先発出場するが、山田久志の前に2三振に終わる、代打としてシリーズ最後の打者ともなった。1978年限りで引退。
引退後は二軍コーチに就任し、一軍コーチとしても1994年の日本一に貢献。その後読売ジャイアンツの合宿所の寮長を務めた。厳しく、几帳面な性格で寮長としては自主性を求めた上原浩治とは衝突した一方で木佐貫洋を評価していたという。

## 詳細情報

### 年度別打撃成績
| 年 度     | 球 団     | 試 合 | 打 席 | 打 数 | 得 点 | 安 打 | 二 塁 打 | 三 塁 打 | 本 塁 打 | 塁 打 | 打 点 | 盗 塁 | 盗 塁 死 | 犠 打 | 犠 飛 | 四 球 | 敬 遠 | 死 球 | 三 振 | 併 殺 打 | 打 率 | 出 塁 率 | 長 打 率 | O P S |
| --------- | --------- | ----- | ----- | ----- | ----- | ----- | -------- | -------- | -------- | ----- | ----- | ----- | -------- | ----- | ----- | ----- | ----- | ----- | ----- | -------- | ----- | -------- | -------- | ----- |
| 1973      | 巨人      | 1     | 1     | 1     | 0     | 0     | 0        | 0        | 0        | 0     | 0     | 0     | 0        | 0     | 0     | 0     | 0     | 0     | 1     | 0        | .000  | .000     | .000     | .000  |
| 1974      | 巨人      | 22    | 9     | 7     | 4     | 1     | 0        | 0        | 0        | 1     | 0     | 0     | 0        | 0     | 0     | 1     | 0     | 1     | 2     | 0        | .143  | .333     | .143     | .476  |
| 1975      | 巨人      | 55    | 39    | 38    | 1     | 5     | 0        | 0        | 0        | 5     | 0     | 0     | 0        | 0     | 0     | 1     | 0     | 0     | 14    | 0        | .132  | .154     | .132     | .285  |
| 1976      | 巨人      | 77    | 52    | 48    | 6     | 15    | 4        | 0        | 2        | 25    | 5     | 1     | 0        | 0     | 0     | 4     | 0     | 0     | 5     | 0        | .313  | .365     | .521     | .886  |
| 1977      | 巨人      | 53    | 26    | 22    | 3     | 5     | 1        | 0        | 0        | 6     | 0     | 0     | 0        | 3     | 0     | 1     | 0     | 0     | 2     | 1        | .227  | .261     | .273     | .534  |
| 1978      | 巨人      | 23    | 19    | 16    | 1     | 1     | 0        | 0        | 0        | 1     | 0     | 1     | 0        | 2     | 0     | 1     | 0     | 0     | 4     | 0        | .063  | .118     | .063     | .180  |
| 通算：6年 | 通算：6年 | 231   | 146   | 132   | 15    | 27    | 5        | 0        | 2        | 38    | 5     | 2     | 0        | 5     | 0     | 8     | 0     | 1     | 28    | 1        | .205  | .255     | .288     | .543  |

### 記録
- 初出場：1973年10月16日、対ヤクルトアトムズ26回戦（後楽園球場）、8回表から三塁手として出場
- 初打席：同上、9回裏に松岡弘の前に三振
- 初先発出場：1974年5月22日、対阪神タイガース7回戦（後楽園球場）、6番・左翼手で先発出場 ※偵察メンバー、1回表の守備から高田繁に交代
- 初安打：1974年10月12日対ヤクルトスワローズ26回戦（明治神宮野球場）、8回表に石岡康三から単打
- 初打点：1976年6月3日、対中日ドラゴンズ10回戦（ナゴヤ球場）、7回表に金井正幸から適時打
- 初本塁打：1976年6月6日、対広島東洋カープ11回戦（広島市民球場）、9回表に宮本幸信からソロ

### 背番号
- 30（1973年 - 1975年）
- 39（1976年 - 1978年）
- 83（1979年 - 2000年）

### 登録名
- 山本 和雄（やまもと かずお、1973年 - 1975年）
- 山本 和生（やまもと かずお、1976年 - 2000年）